# José Miguel de la Cruz
José Miguel de la Cruz Cross (Santiago de Chile, marzo de 1952), es un diplomático chileno. fue  embajador de Chile en Nicaragua desde 2015 hasta 2017. Fue embajador de Chile ante la Autoridad Nacional Palestina entre 2006 y 2010. Embajador de Chile en Egipto, concurrente en Libia entre 2013 y 2015. 
Con anterioridad fue ministro Consejero de la Embajada de Chile en Buenos Aires, Cónsul General de Chile en Mendoza, ministro Consejero de la Embajada de Chile en Brasilia. Ingresó al Servicio Exterior de Chile en enero de 1974. Fue secretario de las Embajadas de Chile en Japón, Perú, Venezuela, Nicaragua, Guatemala y Austria. Consejero de las Embajadas de Chile en Viena, Moscú y Brasilia. Ministro Consejero en la Embajada de Chile en Brasilia, Cónsul General de Chile en Mendoza y ministro Consejero en la Embajada de Chile en Buenos Aires.
En el Ministerio de Relaciones Exteriores de Chile fue Subdirector de Europa; Subdirector Asia Pacífico y Director Asia Pacífico.

## Biografía
Nació en Santiago de Chile en marzo de 1952. Hizo sus estudios en el Saint George's College de Santiago de Chile. Estudió en la Escuela de Derecho de la Universidad de Chile e ingresó  a la carrera diplomática en 1974. Estudió en la Academia Diplomática de Chile entre 1974 y 1975. Con posterioridad cursó estudios de lengua y cultura alemana en la Universidad de Viena y de lengua y cultura francesa en la Alianza Francesa de París. Hizo también cursos en la Academia Diplomática de la  Federación de Rusia (Moscú 1998).
José Miguel de la Cruz fue Cónsul General de Chile en Mendoza, Argentina (2004 - 2005), ministro Consejero de la Embajada de Chile en Buenos Aires (2005- 2006) y Embajador Representante de Chile ante la Autoridad Nacional Palestina entre los años 2006 y 2010. Asimismo, ha prestado servicios en América Latina, Europa, Naciones Unidas (Viena) y Lejano y Medio Oriente. 
Comendador de la Orden Militar y Hospitalaria de San Lázaro de Jerusalén (priorato de Zúrich). Ha sido condecorado por Perú, Austria, Croacia, Ucrania, Brasil y la Autoridad Nacional Palestina.
Es padre de tres hijos, José Miguel de la Cruz Jara (1973), María José de la Cruz Montero (1977) y Alejandra de la Cruz Montero (1981).